# Matsvampar

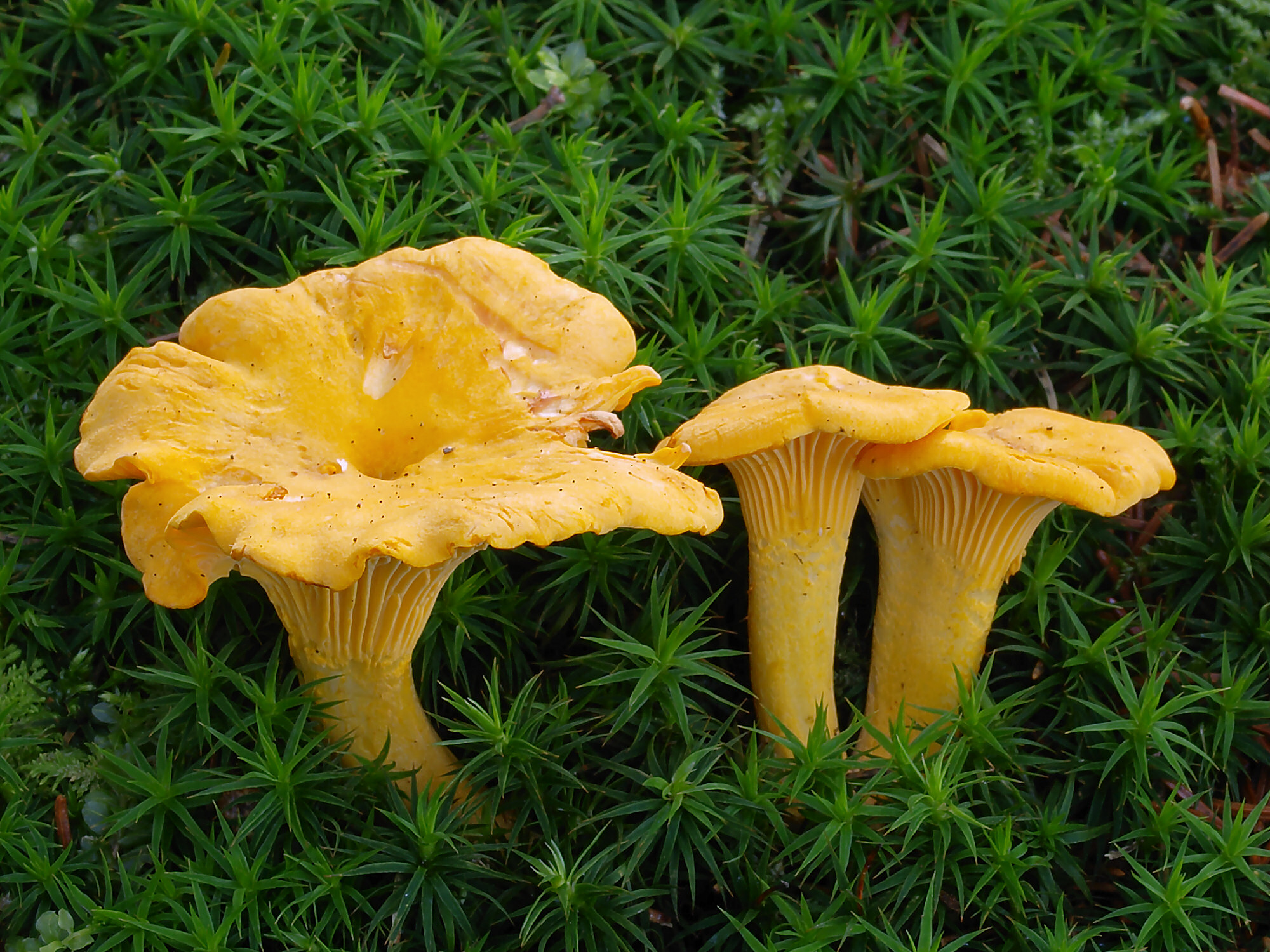
Kantareller är populära matsvampar.

Matsvampar kallas de svampar som efter tillredning kan ätas av människor och användas i kosten utan att orsaka skada eller obehag. 
Observeras bör att vissa arter av svampar som kan användas som matsvamp är giftiga, men kan göras ätliga genom en noggrann förvällning eller andra åtgärder. Därför är en korrekt identifiering och tillredning mycket viktigt.
Svamp förfars mycket lätt; det är vanligare att bli förgiftad av skämd svamp än av giftsvamp.
Då man äter en viss sorts svamp första gången kan det vara bra att äta en mindre mängd för att minimera risken för överkänslighetsreaktioner eftersom även de mest välkända matsvamparna alla har rapporterats förorsaka oväntade reaktioner hos enskilda personer.
I de flesta fall är det endast fruktkroppen man äter. Den egentliga svampen är mycelet under markytan, som kan vara utsträckt på ett område av ett hundratal meter i diameter.

## Handelssvamp
I Finland var försäljning av matsvamp och mat som innehåller svamp tidigare reglerad genom en nationell förordning om matsvampar och handels- och industriministeriets förordning om saluföring av matsvampar, men förordningen upphävdes 2012. De tillåtna svampsorterna begränsades till vissa handelssvampar (syftar på svamp som fick gå till försäljning) som inte normalt skulle kunna förväxlas med giftig svamp. En förteckning över dessa gjordes upp av livsmedelssäkerhetsverket (Evira). Som handelssvampar räknades i Finland endast ett tjugotal svampsorter. Efter att förordningen upphävdes ger det finska livsmedelsverket ut en lista över rekommenderade matsvampar.
De övriga nordiska länderna har inte haft någon motsvarande lagstiftning som förordningen i Finland, men däremot finns det allmänna EU-regler om livsmedel, som bland annat förutsätter en riskvärdering innan man saluför nya livsmedel. En sådan riskvärdering har på uppdrag av Nordiska ministerrådet gjorts för matsvamp som expertgruppen bedömt vara lämplig som handelssvamp.
För vissa svampar kan särskilda krav gälla i olika länder. Till exempel skall enligt det finska livsmedelsverket det då stenmurkla säljs finnas anvisningar för behandling och varning för dess giftighet framsatta, och helst skall stenmurkla inte säljas från självbetjäningsdisk. Enligt det svenska livsmedelsverket får stenmurkla säljas endast om den förvällts enligt vedertagna metoder, innebärande bland annat att förvällningen skall göras i flera olika steg. Detta krav gäller både för livsmedelsföretag och privatpersoner.